# Jazīreh-ye Mīnū
Jazīreh-ye Mīnū (persiska: جزیره مینو) är en ö i Iran.   Den ligger i provinsen Khuzestan, i den västra delen av landet, 700 km söder om huvudstaden Teheran.